# Magyar János (kanonok)
Bessenyei Magyar János (Városlőd, 1835. október 11. – Veszprém, 1901. február 19.) veszprémi kanonok.

## Élete
Városlődön született, hol atyja Magyar István malombérlő volt. A szegény fiú atyja halála után Markl Ignác kanonok jótékonyságából folytatta tanulását a veszprémi és székesfehérvári gimnáziumban; az érettségi vizsga után a veszprémi növendékpapok közé vétetett fel.
1859. július 26-án pappá szentelték és egy évig segédlelkész volt Noszlopon; 1860-tól Széchényi Kálmán grófnál nevelő Bécsben, 1863 nyarán ismét segédlelkész lett Keszthelyen és augusztusban siófoki plébánosnak neveztetett ki. Itt nagy buzgóságot fejtett ki a fiúk iskoláztatása körül és a községben vöröskereszt egyletet alapított. 1884-ban veszprémi kanonok és az elaggott papok Szent Pál intézetének igazgatója lett Veszprémben.
1881-ben országgyűlési képviselőnek választották szabadelvű programmal. 1886-ban següsdi főesperes, 1888-tól pápai főesperes, 1890-ben prépost, 1896-ban sümegi főesperes, 1898-ban székesfehérvári főesperes és hantai prépost lett. Évenként tizenöt-húsz gyermeket vett házához, teljesen ellátta és iskoláztatta őket.
Országgyűlési beszédei a Naplókban (1881-84.) vannak.